# Christian Schwarzer
Christian "Blacky" Schwarzer (Braunschweig, 21 de setembro de 1974) é um ex-handebolista profissional alemão.
Christian Schwarzer atuou em quatro Olimpíadas.